# كويليكورا
كويليكورا (بالإسبانية: Quilicura)‏ هي بلدية في تشيلي تقع في الجزء الشمالي الغربي من العاصمة سانتياغو في إقليم سانتياغو متروبوليتان. تأسست في عام 1901، كانت في الأصل مدينة تابعة لما كان في ذلك الوقت ضواحي مدينة سانتياغو، ولكن مع انتشار الزحف العمراني فيها، أكثر مما كانت عليه أرضًا زراعية رئيسية. يحدها من الجنوب رينكا، و بوداهيل من الغرب، وهويتشورابا وكونشالي من الشرق، ولامبا و كولينا من الشمال.

- هناك القليل من المساحات الخضراء مقارنة بالأحياء الأكثر ثراءً في المدينة لأنها لا تزال منطقة صناعية.